# 반동인물
반동인물(反動人物, antagonist)은 영화, 드라마, 무대 연극, 소설 등의 작품에서 사건을 이끄는 주동인물에 적대하고, 가로막는 역할을 한다. 이야기안의 갈등구조를 만드는 중요한 역할을 하는 인물이다. 판소리계 고전소설 《춘향전》에서 춘향이에게 수청을 강요하면서 핍박함으로써 이몽룡과 춘향전의 사랑을 방해하는 변학도가 반동인물이다. 영화, 드라마에서도 선한 인물만 나오면 드라마나 영화를 보는 즐거움이 없다는 말처럼, 반동인물은 주동인물과의 갈등으로써 시청자들의 긴장을 높여 드라마를 보는 즐거움을 높인다.

## 같이 보기
- 악당
- 악역